# Juan Pérez (Radsportler)
Juan Pérez (* 1932; † unbekannt) war ein chilenischer Radrennfahrer.

## Sportliche Laufbahn
Pérez war im Straßenradsport aktiv. Er war Teilnehmer der Olympischen Sommerspiele 1956 in Melbourne. Im olympischen Einzelrennen wurde er beim Sieg von Ercole Baldini 21.